# 國際室內建築師暨設計師團體聯盟
國際室內建築師暨設計師團體聯盟（International Federation of Interior Architects/Designers；IFI）創立於1963年，乃為全球65,000位專業室內建築師與設計師綜合發言的機構；主要任務是經由教育、研究和實踐，以建構知識與經驗上之交流和發展的全球論壇。
由於IFI在專業上的主導地位，被視為「室內建築與設計領域上的聯合國」；經常負責聯結全球各地的專業設計工作者，並在遊說、應用、設計、社會責任和專業地位的提昇上，發揮共同影響力。
目前IFI於世界45國之中，有74個成員組織機構和學校；本身亦是國際設計聯盟（International Design Alliance；IDA）的成員。

## 外部連結
- 國際室內建築師暨設計師團體聯盟（页面存档备份，存于）